# Пер Лагерквіст
Пер Лагеркві́ст, також Лаґерквіст (швед. Pär Lagerkvist; 23 травня 1891, Векше, Крунуберг, Швеція — 11 липня 1974, Лідінге, Стокгольм, Швеція) — шведський письменник. Лауреат Нобелівської премії з літератури за 1951 рік.
|  | За художню силу і абсолютну незалежність суджень письменника, який шукав відповіді на вічні питання, що стоять перед людством. |

З обґрунтування Нобелівського комітету

## Життєпис

### Дитинство і юність
Народився він 23 травня 1891 року у місті Векше в провінції Смоланд. У сім'ї начальника місцевої залізничної станції він був молодшим із семи дітей.
Відомо, що у батьківському домі висів портрет Мартіна Лютера і було три книги: Біблія, збірник псалмів і книга проповідей.
Лагерквіст був багатостороннім і розвиненим юнаком, що доводять його тяга до письменництва, любов до малювання і наявність музичного слуху.
Дебютом літературної діяльності письменника стало оповідання «Материнська любов», надруковане у місцевій газеті «Смоландс-Постен» 19 листопада 1906 року. Молодому даруванню тоді було лише п'ятнадцять років.

### Гімназійні роки
У гімназійні роки Лагерквіст захоплювався біологією і знайомився з новою літературою — Августом Стріндбергом і неоромантиками. Під впливом цих занять молода людина перетворюється на радикального соціаліста. Співпрацюючи із соціалістичними журналами та газетами, Лагерквіст випускає бойовий вірш «Ми, сильні», який вийшов на сторінках молодіжного соціал-демократичного часопису «Фрам» у 1910 році. Вірші і новели цього періоду оспівують героїзм і світле майбутнє, але, по суті, вважаються несамостійними, з абстрактними образами.
Завдяки допомозі старшого брата Гуннара, шкільного вчителя, і всієї родини в цілому, Пер продовжував свою освіту в Уппсалі, куди він у 1911 році вирушив вивчати історію літератури і мистецтва. Сім'я молодого письменника, яка не могла похвалитися зайвим достатком, продовжувала допомагати йому протягом багатьох років.
Експериментальна повість «Люди» побачила світ у 1912 році. Це була перша книга Лагерквіста, що оповідає про демонічного героя, одержимого злом.
За їдким зауваженням критика Е. Хедена, книга «у більшій своїй частині — але, на жаль, не цілком — складається з тире». У подальшій творчості письменник ніколи не повертався до своїх ранніх творів, таких, як «Дві казки про життя» (1913), книга віршів і ліричної прози «Мотиви» (1914) і збірка новел «Залізо і люди» (1915).

### Рання творчість
Під час подорожі до Парижа, яку Лагерквіст здійснив навесні 1913 року, він знайомиться з групою художників із Скандинавії і звертає увагу на сучасний французький живопис. Сильний вплив справив на письменника кубізм з властивими цьому напряму інтелектуалізмом, естетичною метою, відмовою від наслідування дійсності. Восени того ж року виходить естетичний маніфест «Мистецтво словесне і мистецтво образотворче», який оповідає про шляхи розвитку літератури і живопису. У ньому Лагерквіст виступає проти розважальної літератури, протиставляючи їй сучасне мистецтво, яке побудоване на простих і стійких елементах. До цього мистецтва, на думку Лагерквіста, належить у першу чергу кубізм, а в літературі — архаїчні форми поезії з їх простою, але виразною мовою: Біблія, ісландський епос, пам'ятки стародавнього Сходу і т. д.

## Твори
- Människor (Люди), 1912 (новела)
- Ordkonst och bildkonst (Література й мистецтво), 1913 (есе)
- Två sagor om livet (Дві казки про життя), 1913 (оповідання)
- Motiv (Мотив), 1914 (поезії)
- Järn och människor (Сталь і люди), 1915 (оповідання)
- Ångest (Тривога), 1916 (поезії)
- Sista människan (Остання людина), 1917 (драма)
- Modern Teater (Сучасний театр), 1918 (драма, есе)
- Kaos (Хаос), 1919 (драма)
- Himlens hemlighet (Таємниця неба), 1919 (драма)
- Det eviga leendet (Посмішка вічності), 1920 (оповідання)
- Den lyckliges väg (Щаслива дорога), 1921 (поезії)
- Den osynlige (Невидимки), 1923 (драма)
- Onda sagor (Жорстокі казки), 1924 (оповідання)
- Gäst hos verkligheten (Вигнання на землі), 1925 (роман)
- Hjärtats sånger (Пісні серця), 1926 (поезії)
- Det besegrade livet (Тріумф над життям), 1927 (роман)
- Han som fick leva om sitt liv (Людина, що жила своїм життям), 1928 (драма)
- Kämpande ande (Войовничий дух), 1930 (оповідання)
- Bröllopsfesten (Весілля), 1930 (оповідання)
- Guds lille handelsresande (Маленький торговець Бога), 1930 (оповідання)
- Själarnas maskerad (Замасковані душі), 1930 (оповідання)
- Uppbrottet (Розставання), 1930 (оповідання)
- Vid lägereld (Біля багаття), 1932 (поезії)
- Konungen (Король), 1932 (драма)
- Bödeln (Кат), 1933 (роман)
- Den knutna näven (Стиснутий кулак), 1934 (оповідання)
- Stridsland (Країна битв), 1934 (оповідання)
- Evighetsland (Земля вічності), 1934 (оповідання)
- Undret i Delphi (Диво в Дельфах), 1934 (оповідання)
- Hellensk morgondröm (Грецький ранковий сон), 1934 (оповідання)
- I den tiden (У цей час), 1935 (оповідання)
- Människan utan själ (Людина без душі), 1936 (драма)
- Genius (Геній), 1937 (поезії)
- Seger i mörker (Перемога в темряві), 1939 (драма)
- Den befriade människan (Звільнена людина), 1939 (оповідання)
- Sång och strid (Пісня й конфлікт), 1940 (поезії)
- Dikter (Поезія), 1941 (поезії)
- Midsommardröm i fattighuset (Сон про ніч на заводі), 1941 (поезії)
- Hemmet och stjärnan (Домівка й зірки), 1942 (поезії)
- Dvärgen (Карлик), 1944 (роман)
- De vises sten (Філософський камінь), 1947 (драма)
- Låt människan leva (Дайте людині жити), 1949 (драма)
- Prosa, (Проза) 1949 (оповідання)
- Prosastycken ur Ångest (Прозовий твір про тривогу); 1949 (оповідання)
- Den fordringsfulla gästen (Вимогливий гість), 1949 (оповідання)
- Det eviga leendet (Посмішка вічності), 1949 (оповідання)
- Morgonen (Ранок), 1949 (оповідання)
- Onda Sagor (Онда Сагор), 1949 (оповідання)
- Barabbas (Варавва), 1950 (роман)
- Aftonland, (Вечірня країна) 1953 (поезії)
- Sibyllan (Сивілла), 1956 (роман)
- Ahasverus död (Смерть Агасфера), 1961 (роман)
- Pilgrim på havet (Пілігрим моря), 1962 (роман)
- Det heliga landet, (Свята земля) 1964 (роман)
- Mariamne (Маріамна), 1967 (роман)
- Den svåra resan (Хроніка одного кохання), 1985 (роман)

## Українські переклади

- Маріамна: Повісті / Пер. зі швед. О. Сенюк; Передм. О. М. Звєрєва. Худ. В. М. Попов. Київ, Видавництво художньої літератури «Дніпро», 1988. (Серія «Зарубіжна проза ХХ століття»). Наклад — 30 000.
  - О. М. Звєрєв. Повірити, що життя — це добро (12 с.)
  - Кат (49 с.)
  - Карлик (153 с.)
  - Варавва (95 с.)
  - Сивілла (108 с.)
  - Паломник (166 с.)
    - Смерть Агасфера
    - Паломник на морі
    - Свята земля

  - Маріамна (49 с.)
- Варавва; пер. зі швед. Ольги Сенюк ; [передм. та комент. А. О. Мацевича]; Ін-т л-ри ім. Т. Г. Шевченка Нац. акад. наук України. — Х.: Фоліо, 2011. — 349 с. : фотогр. — (Бібліотека світової літератури). Наклад — 1500. — ISBN 978-966-03-5103-5 (Б-ка світ. л-ри). — ISBN 978-966-03-5651-1[7]
  - Карлик
  - Варавва
  - Сивіла
  - Маріамна